# José Ibáñez Martín
José Ibáñez Martín (Valbona, provincia de Teruel, 18 de diciembre de 1896-Madrid, 21 de diciembre de 1969) fue un profesor, político y embajador español. Fue ministro de Educación de España durante el régimen franquista (1939-1951) y cofundador y primer presidente del Consejo Superior de Investigaciones Científicas (1939-1967).

## Biografía

### Carrera
Licenciado y Premio Extraordinario en Derecho y Filosofía y Letras por la Universidad de Valencia, fue catedrático de Geografía e Historia en el Instituto de Murcia y en el Instituto de San Isidro de Madrid. Era miembro de la Asociación Católica Nacional de Propagandistas.

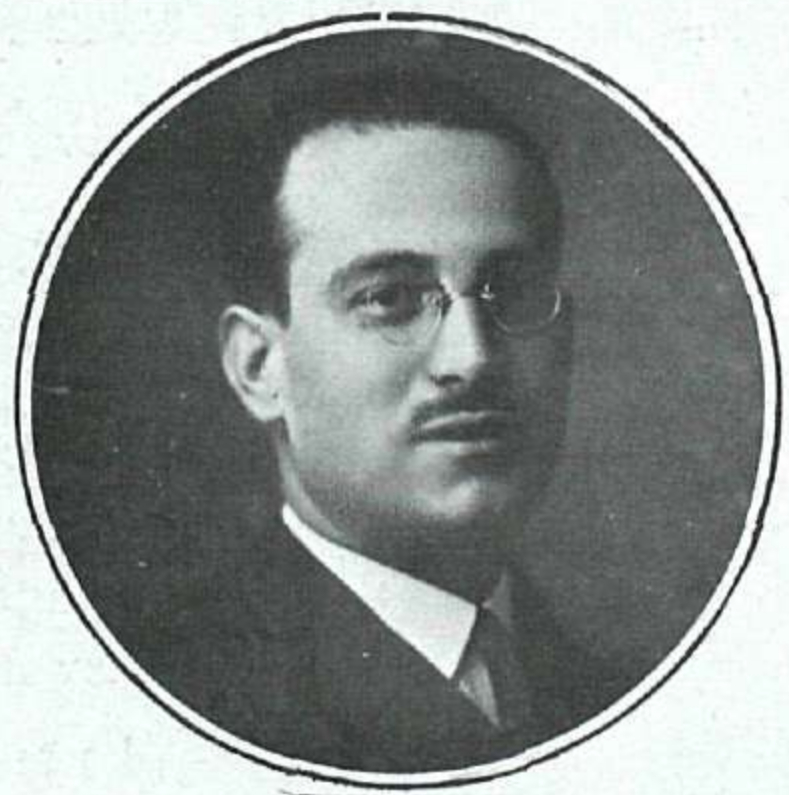
Retrato de Ibáñez Martín publicado en la época en que era presidente de la Diputación Provincial de Murcia

Durante la dictadura de Primo de Rivera, Ibáñez, que ejerció de secretario del comité provincial upetista en Murcia y de secretario del centro local de la Asociación Católica Nacional de Propagandistas, desempeñó los cargos de concejal del Ayuntamiento de Murcia, diputado provincial, vicepresidente de la Diputación Provincial de Murcia, y, finalmente, presidente (23 de septiembre de 1926-5 de marzo de 1929). Fue también asambleísta nacional, en representación de la diputación.
Estuvo ligado a Acción Española. Cuando estalló la Guerra Civil había sido diputado en las Cortes de la II República por la Confederación Española de Derechas Autónomas (CEDA). Tras escapar al territorio controlado por el ejército de Franco, se ocupó de representar sus intereses en Hispanoamérica.

### Ministro de Educación Nacional
Al terminar la contienda, desempeñó el cargo de ministro de Educación Nacional entre 1939 y 1951 y de secretario del Consejo de Ministros entre 1940 y 1951. Entre sus primeras medidas estuvo la fundación, con José María Albareda, el Consejo Superior de Investigaciones Científicas (1939), que sustituyó a la anterior Junta para Ampliación de Estudios e Investigaciones Científicas del periodo monárquico y republicano, integrando en sí otros centros de investigación antes dispersos. El espíritu que lo animaba quedó expresado en estas palabras de su discurso inaugural: 

Queremos una ciencia católica. Liquidamos, por tanto, en esta hora, todas las herejías científicas que secaron y agostaron los cauces de nuestra genialidad nacional y nos sumieron en la atonía y la decadencia. [...] Nuestra ciencia actual, en conexión con la que en los siglos pasados nos definió como nación y como imperio, quiere ser ante todo católica.

Al frente del ministerio de Educación Nacional, donde orientó su labor desde la perspectiva de la cultura española defendida por Marcelino Menéndez Pelayo, afrontó la reconstrucción de la Instrucción Pública tras la Guerra Civil, continuó y culminó la depuración docente y trazó las líneas maestras del nuevo sistema de enseñanza. Tras largos debates, logró en 1943 la promulgación de la Ley sobre ordenación de la universidad española y, en 1945, de la Ley de Educación Primaria.
A partir de 1945, se hizo cargo de las competencias de Educación Popular, la vigilancia de los medios de comunicación y la propaganda, encomendadas hasta el momento a FET y de las JONS.

### Otros cargos

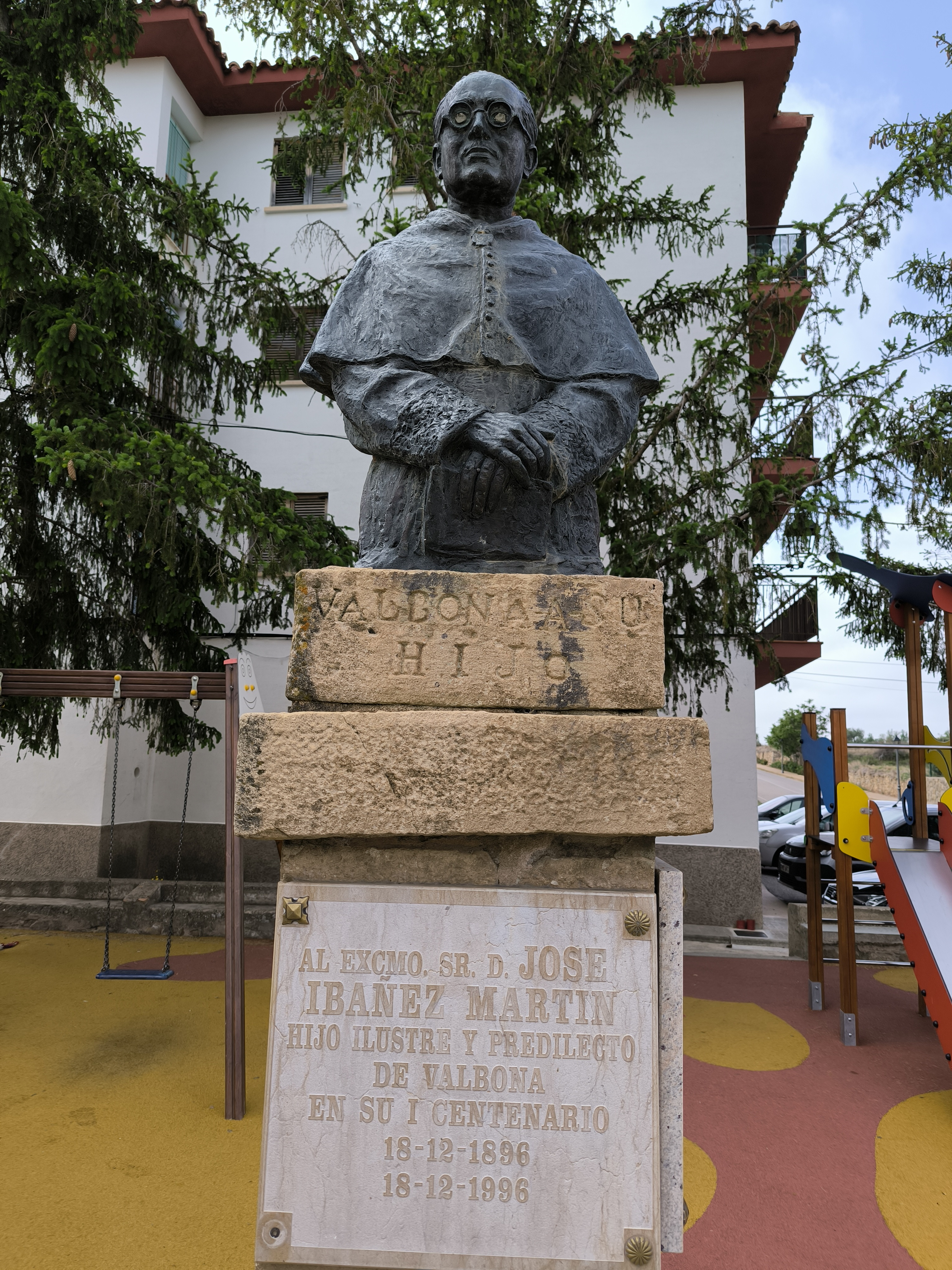
Monumento al hijo ilustre de Valbona, José Ibáñez Martín

José Ibáñez Martín fue también procurador en Cortes, presidente de la Comisión de Justicia, y presidente del Consejo de Estado. A partir de 1958 sería embajador de España en Portugal, hasta su jubilación en 1968. Fue miembro Numerario de la Real Academia de Jurisprudencia y Legislación, de la Real Academia de San Fernando y de la Real Academia de Ciencias Morales y Políticas.

### Honores y condecoraciones
En 1951 fue nombrado caballero del collar de la Orden de Alfonso X el Sabio obteniendo también las grandes cruces de las órdenes de Carlos III, Isabel la Católica y San Raimundo de Peñafort.
Fue también nombrado Doctor «Honoris Causa» por la Universidad Católica de Santiago de Chile (1938), la Universidad de Sevilla (1956), la Universidad de Oviedo (1960) y la Universidad Pontificia de Salamanca (1966). 

## Familia
Contrajo matrimonio con María de los Ángeles Mellado y Pérez de Meca, I condesa de Marín, con la que tuvo seis hijos: María del Pilar, Víctor, María de la Concepción, María de los Ángeles, José Antonio y Emilia.